# (7905) Juzoitami
(7905) Juzoitami (1997 OX) – planetoida z pasa głównego asteroid okrążająca Słońce w ciągu 5,49 lat w średniej odległości 3,11 j.a. Odkryta 24 lipca 1997 roku.